# Бутджек (Каліфорнія)
Бутджек (англ. Bootjack) — переписна місцевість (CDP) в США, в окрузі Маріпоса штату Каліфорнія. Населення — 661 особа (2020).

## Географія
Бутджек розташований за координатами 37°27′57″ пн. ш. 119°53′19″ зх. д. / 37.46583° пн. ш. 119.88861° зх. д. (37.465832, -119.888621).  За даними Бюро перепису населення США в 2010 році переписна місцевість мала площу 18,30 км², з яких 18,13 км² — суходіл та 0,16 км² — водойми.

## Демографія
Згідно з переписом 2010 року, у переписній місцевості мешкало 960 осіб у 393 домогосподарствах у складі 264 родин. Густота населення становила 52 особи/км².  Було 451 помешкання (25/км²).
Расовий склад населення:
| - 84,5 % — білих - 3,5 % — корінних американців - 1,1 % — азіатів - 0,2 % — чорних або афроамериканців - 3,2 % — осіб інших рас |

До двох чи більше рас належало 7,4 %. Частка іспаномовних становила 7,9 % від усіх жителів.
За віковим діапазоном населення розподілялося таким чином: 21,7 % — особи молодші 18 років, 57,6 % — особи у віці 18—64 років, 20,7 % — особи у віці 65 років та старші. Медіана віку мешканця становила 49,6 року. На 100 осіб жіночої статі у переписній місцевості припадало 95,1 чоловіків;  на 100 жінок у віці від 18 років та старших — 97,4 чоловіків також старших 18 років.
Середній дохід на одне домашнє господарство  становив 58 032 долари США (медіана — 41 796), а середній дохід на одну сім'ю — 66 865 доларів (медіана — 55 921). За межею бідності перебувало 7,7 % осіб, у тому числі 1,8 % дітей у віці до 18 років та 6,0 % осіб у віці 65 років та старших.
Цивільне працевлаштоване населення становило 354 особи. Основні галузі зайнятості: науковці, спеціалісти, менеджери — 21,2 %, роздрібна торгівля — 17,5 %, будівництво — 13,6 %, мистецтво, розваги та відпочинок — 13,3 %.